# Нортфілд (Массачусетс)
Нортфілд,також раніше Скуакхіг (англ. Northfield) — місто (англ. town) в США, в окрузі Франклін штату Массачусетс. Населення — 2866 осіб (2020).

## Демографія
Згідно з переписом 2010 року, у місті мешкали 3032 особи в 1226 домогосподарствах у складі 853 родин. Було 1391 помешкання
Расовий склад населення:
| - 97,1 % — білих - 0,4 % — чорних або афроамериканців - 0,3 % — азіатів - 0,2 % — корінних американців |

До двох чи більше рас належало 1,4 %. Частка іспаномовних становила 1,8 % від усіх жителів.
За віковим діапазоном населення розподілялося таким чином: 23,1 % — особи молодші 18 років, 62,1 % — особи у віці 18—64 років, 14,8 % — особи у віці 65 років та старші. Медіана віку мешканця становила 44,8 року. На 100 осіб жіночої статі у місті припадало 97,7 чоловіків;  на 100 жінок у віці від 18 років та старших — 93,3 чоловіків також старших 18 років.
Середній дохід на одне домашнє господарство  становив 82 550 доларів США (медіана — 69 028), а середній дохід на одну сім'ю — 101 299 доларів (медіана — 88 582). Медіана доходів становила 63 604 долари для чоловіків та 50 391 долар для жінок. За межею бідності перебувало 4,0 % осіб, у тому числі 1,7 % дітей у віці до 18 років та 2,1 % осіб у віці 65 років та старших.
Цивільне працевлаштоване населення становило 1589 осіб. Основні галузі зайнятості: освіта, охорона здоров'я та соціальна допомога — 43,5 %, роздрібна торгівля — 7,4 %, науковці, спеціалісти, менеджери — 6,5 %, виробництво — 6,1 %.